# Yokuşbaşı, Bulanık
Yokuşbaşı là một xã thuộc huyện Bulanık, tỉnh Muş, Thổ Nhĩ Kỳ. Dân số thời điểm năm 2011 là 1.638 người.